# Valdemar Westin
Gustaf Axel Valdemar Westin, född den 18 september 1896 i Los församling, Gävleborgs län, död den 19 september 1986 i Västerås, var en svensk ämbetsman.
Westin avlade studentexamen i Gävle 1924 och juris kandidatexamen vid Uppsala universitet 1923. Han genomförde tingstjänstgöring i Jämtlands västra domsaga 1923–1925. Westin blev extra ordinarie länsbokhållare i Gävleborgs län 1926, länsbokhållare i Kronobergs län 1936, tillförordnad länsassessor i Kristianstads län 1941, länsassessor i Värmlands län 1942 och taxeringsintendent där 1944. Han var landskamrerare i Västerbottens län 1947–1954 och Västmanlands län 1954–1962. Westin blev riddare av Nordstjärneorden 1949 och kommendör av samma orden 1956. Han vilar på Hovdestalunds kyrkogård.